# Polismördaren (film)
Polismördaren är en svensk/tysk TV-film från 1994, regisserad av den tyske regissören Peter Keglevic. Filmen hade premiär på video i januari 1994 och visades av SVT i april 1994.

## Handling
Martin Beck tillkallas till byn Moby (inspelad i Grythyttan) för att utreda mordet på en ung kvinna som hittas strypt till döds på ett stängt nöjesfält. Media tror direkt att mördaren är offrets granne, Gunnar, som tidigare är dömd för mord men Beck tror inte att Gunnar har begått mordet.
Två ungdomar stjäl mördarens bil och hamnar senare i en skottlossning där en polis dödas. Pojken som var med vid skottlossningen lyckas fly och jagas av ett stort polisuppbåd, men Gunvald Larsson och Lennart Kollberg tror att han är oskyldig.

## Rollista
- Gösta Ekman – Martin Beck
- Kjell Bergqvist – Lennart Kollberg
- Rolf Lassgård – Gunvald Larsson
- Tomas Norström – Herrgott Nöjd
- Johan Widerberg – Kasper
- Anica Dobra – Kia, dubbad av Tova Magnusson-Norling (okrediterad)
- Helmut Zierl – Gunnar Danielsson
- Heinz Hoenig – kapten Mård, Sigbrits f d man
- Jonas Falk – Stig Åke Malm
- Agneta Ekmanner – Greta Hjelm
- Stig Engström – Karl-Ivar "Kaj" Sundström
- Anne-Li Norberg – Sigbrit Mård
- Pia Green – Cecilia Sundström
- Johan H:son Kjellgren – Mohlin
- Petra Nielsen – Eva
- Mattias Knave – Mats
- Matti Boustedt – Rick
- Christer Söderlund – Obducent
- Gustaf Elander – Elofsson
- Magnus Skogsberg – Hector
- Fredrik Hammar – Ishockeytränare
- Bibi Nordin – Värdinna
- Annmari Kastrup – Ulla
- Ola Sanderfelt – Bussförare
- Mikael Persbrandt – Polis 1
- Lars Göran Persson – Polis 2
- Lars Adaktusson – TV-reporter
- Maj Sjöwall – Boende i hus
- Mari Therese Sarrazin – kapten Mårds kvinna

## Om filmen
Filmen var en av sex svensk/tyska samproduktioner från 1993/1994 om Martin Beck med samma skådespelarteam. Övriga filmer i serien är Roseanna, Brandbilen som försvann, Polis polis potatismos, Mannen på balkongen och Stockholm Marathon.
Detta var andra gången Johan Widerberg medverkade i en Beck-film; han filmdebuterade som baby i Mannen på taket, som regisserades av hans far Bo Widerberg. Dessutom gör Mikael Persbrandt sin Beck-debut i denna film, dock i en annan roll än den som Gunvald Larsson.

## På DVD
Efter att filmen tidigare funnits utgiven på DVD i orenoverad version så tog SF under 2005 beslutet att ge ut renoverade versioner av samtliga sex Beck-filmer med Gösta Ekman som Martin Beck i en samlingsbox. Filmerna i boxen gavs senare även ut separat.